# Завада-Піліцька
Завада-Піліцька (пол. Zawada Pilicka) — село в Польщі, у гміні Іжондзе Заверцянського повіту Сілезького воєводства.
Населення — 371 особа (2011).
У 1975-1998 роках село належало до Ченстоховського воєводства.

## Демографія
Демографічна структура станом на 31 березня 2011 року:
|          | Загалом | Допрацездатний вік | Працездатний вік | Постпрацездатний вік |
| -------- | ------- | ------------------ | ---------------- | -------------------- |
| Чоловіки | 192     | 41                 | 131              | 20                   |
| Жінки    | 179     | 35                 | 100              | 44                   |
| Разом    | 371     | 76                 | 231              | 64                   |